# タイピスト!
『タイピスト!』（原題: Populaire）は、2012年のフランス映画。
原題の”Populaire”（ポピュレール）はタイプライター(Japy Populaire)の機種名。保険代理店主の特訓によって、田舎育ちの女性が世界最速のタイピストを目指す物語である。

## あらすじ
舞台は1958-59年のフランス北西部。田舎で男やもめの父が営む雑貨店で働くローズ・パンフィルは、父から地元の縁談を持ちかけられていた。ローズは田舎を離れようと、リジューでルイ・エシャールが経営する保険代理店の秘書の採用面接を受ける。他の応募者が秘書らしい地味な格好をしている中、花柄のワンピース姿の彼女は目を引き、父の雑貨店の商品の西独製のタイプライター”Triumph”で覚えたタイプ早打ちの特技により、1週間の試用ということで採用が決まる。しかし結局、おっちょこちょいで、タイプライターの早打ち以外に取り柄のないローズに対し、ルイは「仕事を続けたいのならタイプライター早打ち大会に出場せよ、そして優勝だ」と命じる。初出場の1958年の地方大会で僅か2文字/分の差で惜敗した後、世界大会への出場を目指した2人の特訓が始まる。
ローズは下宿屋を離れ、ルイの自宅に住み込むことになった。まずは、ブラインドタッチの習得。そして、『赤と黒』『ボヴァリー夫人』等の文学作品の打ち込みによる練習。さらにローズは、指の訓練のため、元米兵ボブの妻となっている、ルイの幼馴染のマリーからピアノを教わる。ランニングをも含む特訓と奇妙な同居生活を通じて、ローズは”鬼コーチ”であるはずのルイの真実の姿に気付いていく。
やがて迎えた1959年のバス＝ノルマンディー地方大会でローズは優勝する。地方紙の一面にも掲載され、ローズは一躍、町の有名人になる。しかしそのことはルイとローズの間に、そしてローズと父の間に溝を作ってしまった。クリスマスの夜、身を寄せる先の無いローズはマリーを頼る。マリーはローズをルイの家に送り、ルイの家族に対し”婚約者”だと紹介する。ルイの家族からは既成事実として受け止められ、ローズは大歓迎を受ける。ルイは当初抵抗を示すが、ローズが酔った勢いでルイの父に本音で猛反論したのを見て、状況を受け入れる。
全仏大会出場のために、2人はパリへ向かう。途中、都会風の服を買いに行ったローズは、露出の高い真っ赤なドレスでルイの前に現れる。反発し合いながらも、2人は結ばれる。翌日の全仏大会、現チャンピオンのアニー・ルプランス＝ランゲは、タイプライターのメーカーであるジャピー社の創業家を味方につけ、彼女のために開発された最新モデルを使い、優勝に絶対の自信を持っていた。決勝戦、2人の結果は全く互角で、5分間の延長戦が行われることとなった。ルイは、ローズがアニーの記録をとっくの昔に抜いていたと、わざと彼女を怒らせ発奮させる。ローズは見事に優勝するが、ルイは彼女の元を離れてしまう。
新たにジャピー社と契約したローズは、フランス中のスターになり、数々の雑誌の表紙を飾る。ローズの父もローズの活躍を認め”Triumph”を贈るのだった。一方、ルイは新しい秘書を募集していた。だが2人とも行き詰まりを感じていく。ある日、ルイはマリーに自分でなくボブを選んだ理由を聞きに行く。スポーツも事業も、そしてマリーに対しても1番になれなかったルイにとって、マリーの「自分から2番目でいることを望んだ」という指摘はもっともなもので、ルイは不安を彼女に吐露する。
米国ニューヨークでの世界大会では、予想通り、米国代表のスーザン・ハンターとの決勝となった。スーザンとは違い、心許せるパートナーのいないローズは動揺する。決勝は5分間の三本勝負。1戦目はローズが勝利。しかし2戦目はスーザンが自らが保有する世界記録（512文字/分）タイで勝った。ローズは楽屋に戻り、ジャピー社の”Populaire”ではなく、父から贈られた”Triumph”を手にする。そこにボブと共に到着したルイが現れ、愛を告白する。最後のアドバイスは「叩き潰せ」。3戦目でのローズは絶好調だった。余りにも速すぎるタイピングによりジャミング（活字棒が絡み合ってしまうこと）のアクシデントが起こるが、ローズは冷静に故障を直し打ち進めていく。結果を待たず、ローズとルイはステージ上で口づけを交わす。結果はローズが世界記録を更新して優勝。その頃、ボブはルイの思いついたゴルフボール式のアイディアをアメリカ企業に売り込んでいた。なぜフランスのアイディアをアメリカに売り込むのかという問いに、ボブは答えた「アメリカ人はビジネスを、フランス人は愛を」と。

## キャスト
※括弧内は日本語吹替
- ルイ・エシャール - ロマン・デュリス（落合弘治）
- ローズ・パンフィル - デボラ・フランソワ（本名陽子）
- マリー・テイラー - ベレニス・ベジョ（浅野まゆみ）
- ボブ・テイラー - ショーン・ベンソン（加瀬康之）
- アニー・ルプランス＝ランゲ - メラニー・ベルニエ
- ジルベール・ジャピー - ニコラ・ブドス
- マドレーヌ・エシャール - ミュウ＝ミュウ（佐竹海莉）
- ジョルジュ・エシャール - エディ・ミッチェル
- ジャン・パンフィル - フレデリック・ピエロ
- アンドレ・ジャピー - フェオドール・アトキン
- ルシアン・エシャール - マリウス・コルッチ

## 作品解説
フランスのテレビで放送されたドキュメンタリー番組を見ていたロワンサルがタイプライターの早打ち大会を知り「スポーツにまつわるロマンチック・コメディが撮れるんじゃないか」と思い映画製作にいたった。

## 配役
ローズ役には、150人が参加したオーディションによってデボラが選ばれた。デボラは、オーディション前は父親の職場からタイプライターを借りて練習をした。
ロワンサルはデボラに1950年代の女性たちの体型と立ち居振る舞いを理解させるため、『麗しのサブリナ』『パリの恋人』『昼下りの情事』『マイ・フェア・レディ』に出演しているオードリー・ヘプバーンを参考にするよう指示した。撮影開始前の約半年間は、毎日2-3時間タイピングのトレーニングを積み、全てのタイピングシーンはスタントを使わずデボラ自らが演じ、映像の早送りといった編集もしていない。

## 衣装
衣装デザイナのシャルロット・ダヴィッドは、この映画のために衣装を何着も制作した。世界大会でのローズの衣装は布からデザインまでデボラと相談しながら制作した。

## 小道具
撮影のため、1950年代のタイプライターを世界中探して約200台用意した。当時は新製品という設定であったため再塗装を行った。
なおローズが使用するPopulaireというピンクのタイプライターは特注品である。

## 公開
2012年11月28日フランスのセザール映画祭で初公開された。
イギリスでは2013年2月にグラスゴー映画祭で上映され、5月31日に劇場公開された。
アメリカ合衆国では2013年9月6日に公開された。
日本では2013年6月に有楽町朝日ホールで開催されたフランス映画祭2013で上映され、観客賞を受賞した。レジス・ロワンサル監督とデボラ・フランソワも映画祭に参加し、舞台挨拶を行っている。2013年8月17日には劇場公開が開始され、17・18日の二日間、全国74回の上映中25回が満席となった。ぴあによる公開初週映画の満足度調査ではトップを獲得した。

## 受賞/ノミネート
| 賞                                          | 部門                                 | 対象                               | 結果       |
| ------------------------------------------- | ------------------------------------ | ---------------------------------- | ---------- |
| アテネ フランス映画祭                       | 観客賞                               | タイピスト!                        | 受賞       |
| 第38回セザール賞                            | 撮影賞                               | ギョーム・シフマン                 | ノミネート |
| 第38回セザール賞                            | 衣裳デザイン賞                       | シャーロット・デヴィッド           | ノミネート |
| 第38回セザール賞                            | 新人監督作品賞                       | タイピスト!                        | ノミネート |
| 第38回セザール賞                            | 作曲賞                               | Rob and Emmanuel d'Orlando         | ノミネート |
| 第38回セザール賞                            | 美術賞                               | シルヴィー・オリヴィエ             | ノミネート |
| City of Lights, City of Angels Festival     | First Feature Award                  | タイピスト!                        | 受賞       |
| 20e cérémonie des Trophées du Film français | Trophées duos réalisateur-producteur | レジス・ロワンサル、アラン・アタル | 受賞       |
| フランス映画祭2013                          | 観客賞                               | タイピスト!                        | 受賞       |
| Globe de cristal                            | Meilleur Actrice                     | デボラ・フランソワ                 | ノミネート |
| サンフランシスコ国際映画祭                  | Best Narrative Feature               | タイピスト!                        | 受賞       |